# 沃洛斯車站

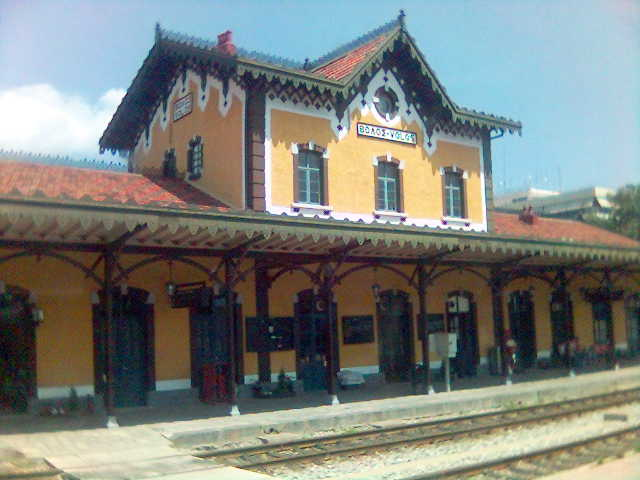
沃洛斯車站

沃洛斯車站（羅馬化：Sidirodromikos Stathmos Volos），是希臘色萨利大区马格尼西亚专区首府沃洛斯的一座鐵路車站，啟用於1884年4月22日。